# Eparistera Daimones
Eparistera Daimones es el primer álbum de estudio de la banda suiza de metal extremo Triptykon, el proyecto musical más reciente de Tom Gabriel Fischer, fundador de las bandas Hellhammer, Celtic Frost y Apollyon Sun. 
El álbum fue publicado por Prowling Death Records Ltd., bajo un acuerdo de licencia con Century Media Records en marzo de 2010, y por Victor Entertainment Japan el 21 de abril en Japón con el bonus track "Shatter".
Eparistera Daimones fue producido por Tom Gabriel Warrior y el guitarrista de Triptykon V. Santura y grabado en el estudio Woodshed, propiedad de Santura, en el sur de Alemania. Al igual que Monotheist, el último álbum de Celtic Frost, Eparistera Daimones fue masterizado por Walter Schmid en los estudios Oakland Recording en Winterthur, Suiza.
La dirección artística del álbum fue llevada a cabo por el ganador del Oscar H. R. Giger y Vincent Castiglia.

## Lista de canciones
| N.º | Título                 | Letras  | Música                | Duración |  |
| 1.  | «Goetia»               | Warrior | Warrior               | 11:00    |  |
| 2.  | «Abyss Within My Soul» | Warrior | Warrior               | 9:26     |  |
| 3.  | «In Shrouds Decayed»   | Warrior | V. Santura            | 6:55     |  |
| 4.  | «Shrine»               | Warrior | Warrior               | 1:43     |  |
| 5.  | «A Thousand Lies»      | Warrior | Warrior               | 5:28     |  |
| 6.  | «Descendant»           | Warrior | V. Santura            | 7:41     |  |
| 7.  | «Myopic Empire»        | Warrior | Warrior/Unala/Gadient | 5:47     |  |
| 8.  | «My Pain»              | Warrior | Warrior               | 5:19     |  |
| 9.  | «The Prolonging»       | Warrior | Warrior               | 19:22    |  |

Edición japonesa

| N.º | Título    | Letras  | Música  | Duración |  |
| 10. | «Shatter» | Warrior | Warrior | 4:58     |  |

## Posiciones en las listas
| Lista                         | Posición |
| ----------------------------- | -------- |
| German Albums Chart           | 81       |
| Greek Albums Chart            | 17       |
| Finnish Albums Chart          | 28       |
| Swiss Albums Chart            | 73       |
| US Billboard Top Heatseekers  | 27       |
| UK Top 40 Rock & Metal Albums | 17       |

## Créditos
| Triptykon - Tom Gabriel Warrior - vocalista, guitarra y programación - V. Santura - guitarra, bajo, programación y voz - Norman Lonhard - batería y percusión - Vanja Slajh - bajo Colaboraciones - Simone Vollenweider - vocalista - A. Acanthus Gristle - vocalista - Fredy Schnyder - piano - Nadine Rimlinger - violín | Producción - Tom Gabriel Warrior y V. Santura – producción, grabación y mezcla - Lars Klokkerhaug y Erik Ljunggren - ingenieros de sonido - Walter Schmid - masterización - Antje Lange y Tom Warrior - productores ejecutivos - Vincent Castiglia - retratos de la banda - HR Giger - portada "Vlad Tepes" |